# Colten Teubert
Colten Teubert (* 8. März 1990 in White Rock, British Columbia) ist ein ehemaliger deutsch-kanadischer Eishockeyspieler, der im Verlauf seiner aktiven Karriere zwischen 2006 und 2019 unter anderem 194 Spiele für die Iserlohn Roosters und Nürnberg Ice Tigers in der Deutschen Eishockey Liga (DEL) auf der Position des Verteidigers bestritten hat. Darüber hinaus absolvierte Teubert über 170 weitere Partien in der American Hockey League (AHL) und stand in 24 Begegnungen für die Edmonton Oilers aus der National Hockey League (NHL) auf dem Eis.

## Karriere

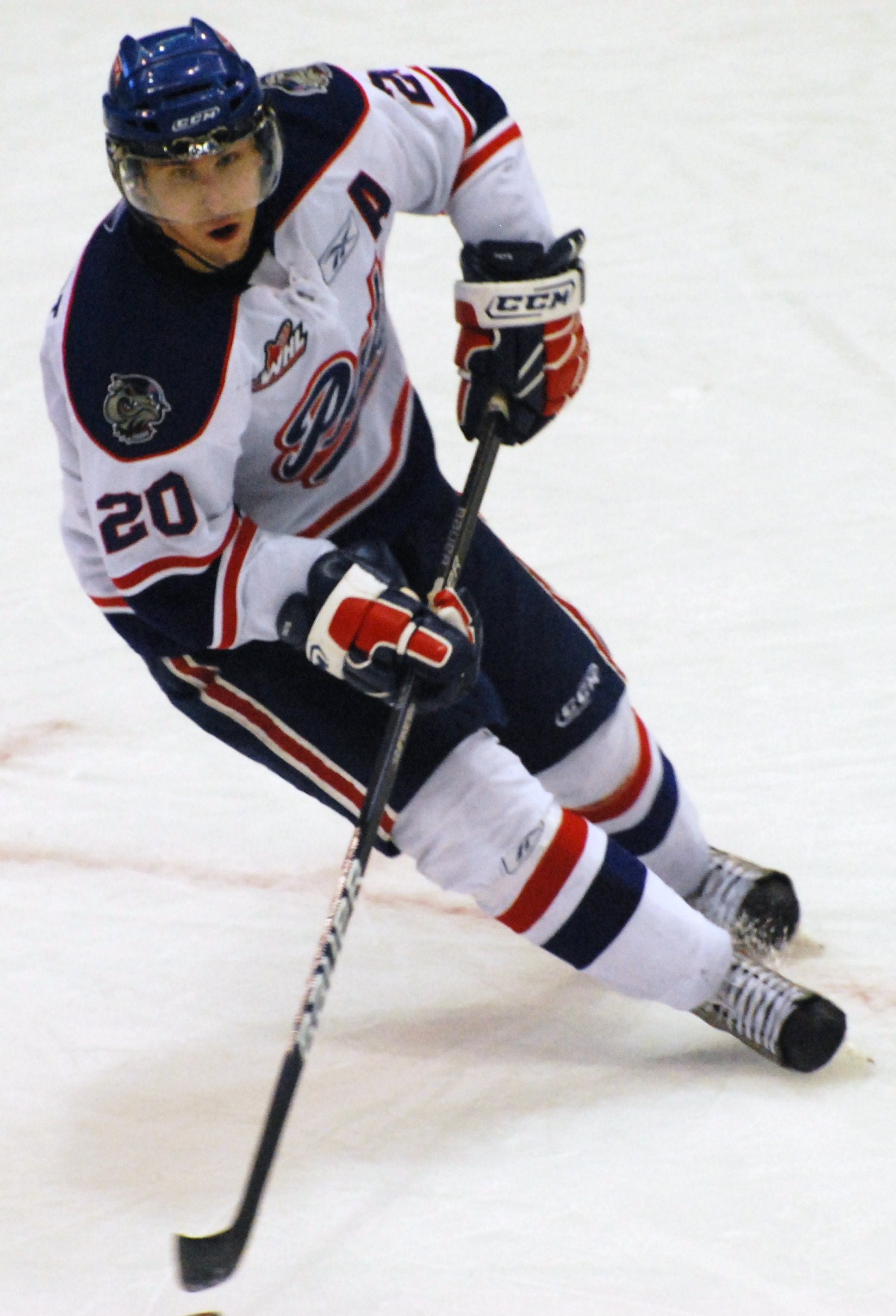
Teubert im Trikot der Regina Pats (2010)

Teuberts Vater wanderte von Deutschland nach Kanada aus. Colten Teubert begann nahe seiner Heimatstadt White Rock mit dem Eishockeyspielen. Von 1995 bis 2005 war er im lokalen Nachwuchsprogramm der Semiahmoo Ravens aktiv. Schon früh galt er als vielversprechendes Talent, sodass er im Bantam Draft 2005 der Western Hockey League (WHL) als Gesamterster von den Regina Pats ausgewählt wurde. Teubert blieb zunächst in British Columbia und spielte für die Vancouver South West Hawks. Gegen Ende der Saison 2005/06 gab er sein Debüt in der WHL und bestritt 14 Spiele der regulären Saison und sechs in den Playoffs. Ab der Saison 2006/07 spielte er permanent für die Regina Pats und entwickelte sich zu einem der besten Nachwuchsverteidiger Kanadas. Neben seiner defensiven Leistung konnte sich Teubert auch offensiv von Jahr zu Jahr steigern. Gemeinsam mit Stürmer Jordan Eberle prägte er in dieser Zeit das Spiel der Pats. Beim NHL Entry Draft 2008 wurde er in der ersten Runde an 13. Stelle von den Los Angeles Kings aus der National Hockey League (NHL) ausgewählt, Eberle folgte an 22. Stelle. Nach seiner Teilnahme am Trainingscamp der Kings kehrte Teubert wieder zurück in die WHL. Mit den Pats verpasste er zum ersten Mal die Qualifikation für die Playoffs. Daher gab er zum Ende Saison 2008/09 sein Profidebüt in der ECHL für die Ontario Reign und absolvierte 14 Spiele. Nachdem er im Vorjahr bereits Assistenzkapitän seiner Mannschaft war, wurde Teubert in seiner letzten WHL-Saison zum Mannschaftskapitän der Pats ernannt. Er erzielte erstmals 40 Scorerpunkte und wurde als bester Verteidiger seiner Mannschaft ausgezeichnet, verpasste aber wieder die WHL-Playoffs und spielte zum Ende der Saison erneut kurzzeitig in der ECHL.
Zur Saison 2010/11 trat Teuberts Einstiegsvertrag bei den Kings in Kraft, den er bereits im August 2008 unterschrieben hatte. Das Trainingscamp in Los Angeles verpasste er aufgrund einer Handverletzung fast vollständig und begann die Saison daher im Farmteam Manchester Monarchs in der American Hockey League (AHL). Am 28. Februar 2011 wurde Teubert gemeinsam mit einem Erst- und einen Drittrunden-Wahlrecht im Tausch für Dustin Penner zu den Edmonton Oilers transferiert. Daher spielte er den Rest der Saison für die Oklahoma City Barons, dem AHL-Kooperationspartner der Oilers. Auch zu Beginn der Saison 2011/12 war der Abwehrspieler bei den Barons aktiv. Am 2. November 2011 wurde Teubert in den Kader der Oilers berufen und gab einen Tag später sein Debüt in der NHL. In insgesamt drei Berufungen in den NHL-Kader kam er in der Saison auf 24 Spiele und verbuchte eine Torvorlage. Während seine Leistungen in der AHL positiv bewertet wurden, konnte Teubert in seinen NHL-Spielen nicht vollends überzeugen. Nachdem er im Vorjahr von einigen Verletzungen eingeschränkt worden war, blieb er in der Saison 2012/13 verletzungsfrei. Dennoch konnte Teubert leistungstechnisch nicht überzeugen und stand nicht immer im AHL-Kader der Barons.
Zur Saison 2013/14 wechselte Teubert zu den Iserlohn Roosters in die Deutsche Eishockey Liga (DEL), nachdem ihm Edmonton kein neues Vertragsangebot vorgelegt hatte. Dort blieb er bis zum Ende der Saison 2015/16. Im April 2016 unterzeichnete er einen Dreijahresvertrag beim Ligakonkurrenten Nürnberg Ice Tigers. Aufgrund eines Bandscheibenvorfalls fiel er ab Januar 2017 aus. Im Verlauf des Jahres 2018 beendete er seine Karriere und übernahm im Oktober desselben Jahres Traineraufgaben bei den Surrey Eagles. Seit 2019 ist Teubert als Trainer von Nachwuchsmannschaften in den Vereinigten Staaten tätig.

### International
Für Kanada nahm Teubert an der U18-Junioren-Weltmeisterschaft 2008 sowie den U20-Junioren-Weltmeisterschaften 2009 und 2010 teil. Dabei wurde er je einmal U18- und U20-Weltmeister und gewann mit der U20-Nationalmannschaft 2010 zudem die Silbermedaille.

## Erfolge und Auszeichnungen
- 2008 Teilnahme am CHL Top Prospects Game

### International
- 2008 Goldmedaille bei der U18-Junioren-Weltmeisterschaft
- 2008 Beste Plus/Minus-Bilanz der U18-Junioren-Weltmeisterschaft
- 2009 Goldmedaille bei der U20-Junioren-Weltmeisterschaft
- 2010 Silbermedaille bei der U20-Junioren-Weltmeisterschaft

## Karrierestatistik

### International
Vertrat Kanada bei:
- Ivan Hlinka Memorial Tournament 2007
- U18-Junioren-Weltmeisterschaft 2008
- U20-Junioren-Weltmeisterschaft 2009
- U20-Junioren-Weltmeisterschaft 2010

(Legende zur Spielerstatistik: Sp oder GP = absolvierte Spiele; T oder G = erzielte Tore; V oder A = erzielte Assists; Pkt oder Pts = erzielte Scorerpunkte; SM oder PIM = erhaltene Strafminuten; +/− = Plus/Minus-Bilanz; PP = erzielte Überzahltore; SH = erzielte Unterzahltore; GW = erzielte Siegtore; 1 Play-downs/Relegation; Kursiv: Statistik nicht vollständig)